# Dol (Krašić)
Dol (más néven Dol Pribićki) falu Horvátországban Zágráb megyében. Közigazgatásilag Krašićhoz tartozik.

## Fekvése
Zágrábtól 38 km-re délnyugatra, községközpontjától 4 km-re északra a Zsumberki-hegység délkeleti lejtőin fekszik. 

## Története
A település Szűz Mária templomát már a 14. században említik. A 17. században Zrínyi Péter búcsújáró kápolnát emeltetett ide, melyet a 18. században jelentősen bővítettek. 1886-ban tűzvész pusztította. Leégett a harangtorony, de még abban az évben újjáépítették. 
A falunak 1857-ben 254, 1910-ben 404 lakosa volt. Trianon előtt Zágráb vármegye Jaskai járásához tartozott. 2001-ben 216 lakosa volt. 

## Lakosság
| Lakosság változása | Lakosság változása | Lakosság változása | Lakosság változása | Lakosság változása | Lakosság változása | Lakosság változása | Lakosság változása | Lakosság változása | Lakosság változása | Lakosság változása | Lakosság változása | Lakosság változása | Lakosság változása | Lakosság változása |
| ------------------ | ------------------ | ------------------ | ------------------ | ------------------ | ------------------ | ------------------ | ------------------ | ------------------ | ------------------ | ------------------ | ------------------ | ------------------ | ------------------ | ------------------ |
| 1857               | 1869               | 1880               | 1890               | 1900               | 1910               | 1921               | 1931               | 1948               | 1953               | 1961               | 1971               | 1981               | 1991               | 2001               |
| 254                | 333                | 381                | 413                | 381                | 404                | 372                | 374                | 402                | 400                | 334                | 319                | 233                | 257                | 216                |

## Nevezetességei
A Doli Szűzanya tiszteletére szentelt templomát 1740-ben Miha Šegina plébános kezdte építtetni annak a kápolnának a felhasználásával, melyet még a 17. században Zrínyi Péter bán építtetett. A harangtorony, a szentély, a hajó boltozata és a három mellékkápona a 18. század közepén épültek barokk stílusban. A harangtornyot az 1886-os tűzvész után újjá kellett építeni. Belsejét virágos népi motívumokkal, rokokó ornamentikával festették ki. Oltárai és orgonája rokokó stílusúak. A templom Franjo Kuharić érsek kedvelt helye volt, aki szülőhelyéről a közeli Pribić faluból gyakran járt ide imádkozni a Doli Szűzanyához.